# Pizzo Paglia
Pizzo Paglia är en bergstopp i Schweiz.   Den ligger i regionen Moesa och kantonen Graubünden, i den sydöstra delen av landet, 160 km sydost om huvudstaden Bern. Toppen på Pizzo Paglia är 2 593 meter över havet, eller 596 meter över den omgivande terrängen. Bredden vid basen är 5,1 km.
Terrängen runt Pizzo Paglia är huvudsakligen mycket bergig. Närmaste större samhälle är Bellinzona, 16,1 km väster om Pizzo Paglia. 
I omgivningarna runt Pizzo Paglia växer i huvudsak blandskog. Runt Pizzo Paglia är det ganska tätbefolkat, med 207 invånare per kvadratkilometer.